# Apostilb
Apostilb (także: blondel; z gr. stilbei – błyszczeć, lśnić) – jednostka luminacji źródła światła pochodząca od stilba, oznaczana asb.
Zależności między apostilb a stilb:
1 asb = 1/π · 10-4 sb = 1/π nt
3.14 asb = 1 cd/m2
Druga nazwa jednostki (blondel) pochodzi od nazwiska francuskiego fizyka André Blondela (1863-1938).